# 多姆猪笼草
多姆猪笼草（学名：Nepenthes domei）是一种分布于马来西亚半岛的热带食虫植物，生长于海拔800-1000米处。
多姆猪笼草的种加词“domei”来源于第一位发现该种群的多姆·尼空（Dome Nikong）。

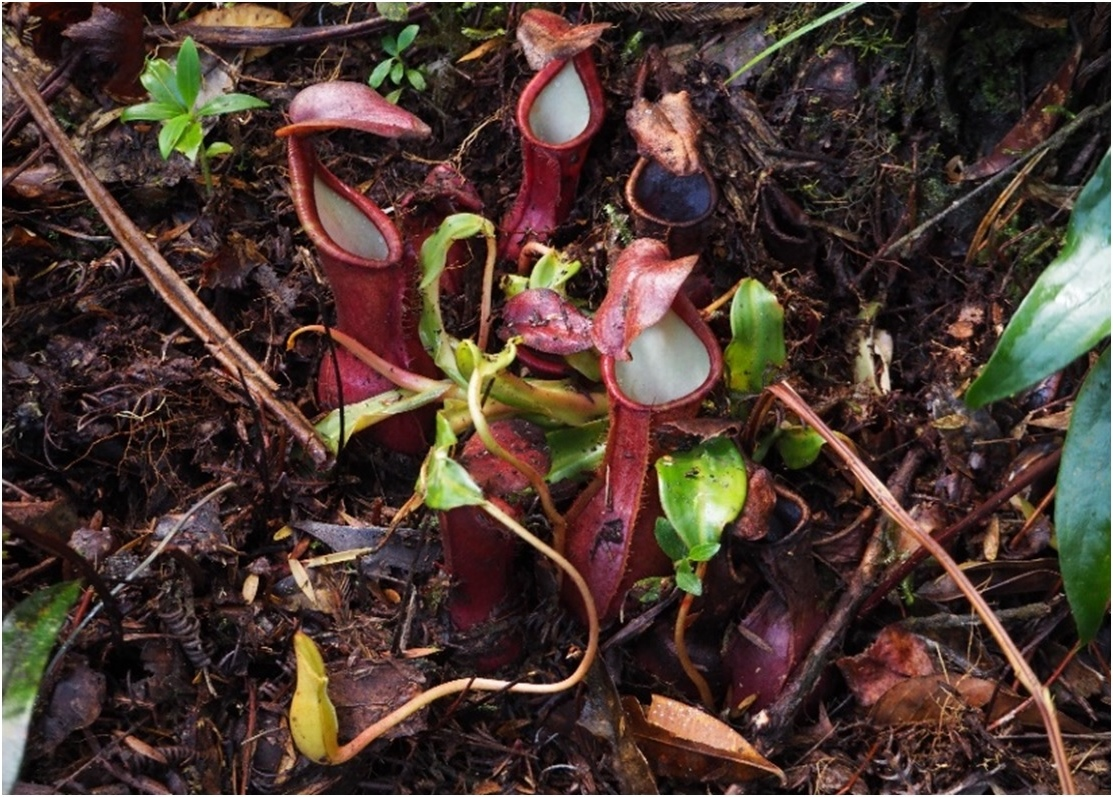
未嵌地的多姆猪笼草地面笼

## 相关物种

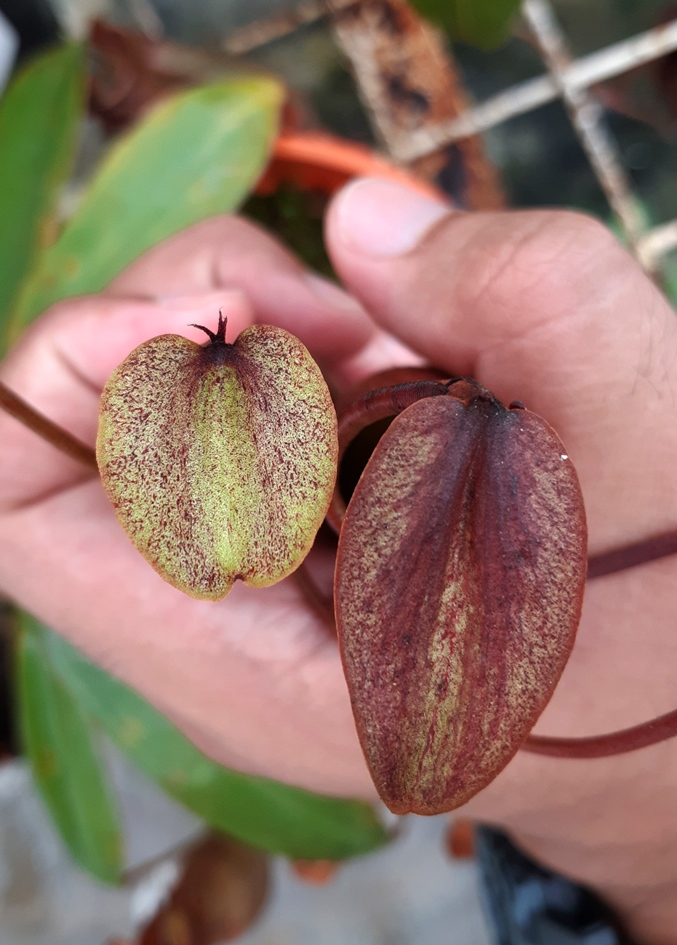
本斯通猪笼草（左）与多姆猪笼草（右）笼盖形状对比。两植株生长于同一温室中。

多姆猪笼草与武吉巴卡（Bukit Bakar）的本斯通猪笼草（N. benstonei）具有密切的近缘关系，两者曾被视为是同一物种的不同变型。与本斯通猪笼草相比，多姆猪笼草的下位笼更圆更粗。两者均表现出特殊的嵌地习性，这是其他类群所不具有的。多姆猪笼草的捕虫笼倾向于嵌入腐殖质中，仅笼口突出于地面，其下四分之三嵌于地下。这种适应性改变可能有利于诱捕森林地面爬行的昆虫。而且这种嵌地习性在温室栽培的植株上仍持续存在。在温室中发育的笼蔓在膨大成红色的捕虫笼前，会钻入泥炭藓或松散的基质中。具有攀缘茎的成年多姆猪笼草植株通常会形成半嵌入的地面笼，其笼蔓变短，叶片缩小。相比于本斯通猪笼草卵形的笼盖，多姆猪笼草的笼盖更窄，甚至有些个体呈披针形。